# I Ain't a Judas
I Ain't a Judas é o décimo primeiro episódio da terceira temporada da série de televisão do gênero terror e drama pós-apocalíptico The Walking Dead. O episódio foi exibido originalmente em 24 de fevereiro de 2013 na AMC. No Brasil, sua estreia ocorreu em 26 de fevereiro de 2013, no canal Fox Brasil. I Ain't a Judas foi dirigido por Greg Nicotero e escrito por Angela Kang.
A trama foi centrada no debate entre Rick Grimes e seu grupo sobre a próxima ação a ser tomada por eles, já que eles estão sem munição e comida, enquanto O Governador prepara Woodbury para a batalha contra os sobreviventes da prisão. Enquanto isso, Andrea decide viajar para a prisão para negociar com o grupo de Rick e é tratada com dureza.

## Enredo
Os sobreviventes se reúnem num dos blocos de celas após o ataque do Governador (David Morrissey). Rick (Andrew Lincoln) e Glenn (Steven Yeun) querem ficar e enfrentar o Governador, enquanto Hershel (Scott Wilson) traz à tona o fato de que agora Axel (Lew Temple) está morto e a única maneira de manter o resto do grupo seguro é eles fugirem da prisão. Merle (Michael Rooker), que está trancado dentro da sala comum, adverte que o Governador tem armas e mão-de-obra suficientes para matar todos. Rick tenta sair da sala, mas Hershel cobra uma atitude dele. Frustrado, Rick examina o pátio da prisão infestado por zumbis, quando Carl (Chandler Riggs) se junta a ele e sugere que Rick deixe a liderança do grupo.
Em Woodbury, o Governador pede que Milton (Dallas Roberts) faça uma lista com todos os residentes com idade acima dos treze anos e com capacidade para lutar. Milton calcula que eles devem ter 35 soldados. Andre (Laurie Holden) confronta o Governador sobre o ataque na prisão, lembrando-lhe sua promessa de deixar Rick e seu grupo em paz. O governador afirma que Rick foi quem iniciou o conflito, e Andrea afirma que quer visitar a prisão para negociar uma trégua. Aborrecido, o Governador adverte que se Andrea for até a prisão, ela não será mais bem-vinda em Woodbury. Do lado de fora, Karen (Melissa Ponzio) reclama a Andrea que o Governor quer obrigar um garoto asmático de 14 anos a se juntar aos soldados. Andrea desafia Martinez (Jose Pablo Cantillo), mas ele insiste que a única maneira de defender Woodbury é criando um exército.
De volta à prisão, Rick e os demais sobreviventes se preparam para a batalha. Glenn se opõe à presença de Merle e sugere entregá-lo ao Governador, mas Hershel ressalta que Merle tem valiosa experiência militar. Mais tarde, Hershel conversa com Merle em sua cela e os dois citam seus vínculos sobre suas amputações e apreciação mútua da Bíblia. Merle avisa Hershel sobre o Governador, dizendo-lhe que ele vai matar todos os amigos de Rick. Em outra parte da prisão, Carol (Melissa McBride) visita Daryl e expressa alívio em seu retorno. Ela afirma que, apesar de Daryl e Merle serem irmãos, são totalmente diferentes um do outro. 
Enquanto isso, o Governador analisa o novo exército de Woodbury. Quando Andrea apela a ele para não recrutar o garoto asmático, ele a ignora. Andrea procura Milton e pede para ele ajudá-la a ir até a prisão, pois ela tem a intenção de discutir uma trégua com Rick. Mas ele se recusa com a ideia de trair o Governador. Em seu apartamento, o Governador tira a gaze do olho e recua sobre a aparência da ferida. Ele coloca um remendo de olho preto sobre a ferida quando Milton chega para relatar o pedido de Andrea. O Governador diz que Milton pode ajudar Andrea a ir até a prisão, sem que ela saiba do acordo entre o dois. Milton e Andrea andam pela floresta, onde capturam um zumbi e cortam seus braços e dentes. Enquanto eles lutam com mais zumbis, eles encontram Tyreese (Chad L. Coleman) e sua equipe.
Milton concorda em levar Tyreese e seu grupo para Woodbury. Andrea continua indo para a prisão com o zumbi sem dentes e braços como seu "anjo da guarda". Quando ela se aproxima da prisão, Carl a vê através de binóculos. Rick indaga se Andrea veio sozinha, e a aceita na prisão após revistá-la. Rick e Andrea conversam, e ela insiste que está do lado de seu antigo grupo, mas Rick tem suas dúvidas. Ela pede a Rick que estabeleça um acordo pacífico, mas Hershel duvida que o Governador tenha algum desejo de negociar.
Após a conversa, Andrea acusa Michonne de jogar seu antigo grupo contra ela. Michonne contesta que Andrea está vivendo sob o feitiço do Governador e revela que ele enviou Merle para matá-la. Michonne diz que voltou para Woodbury para desmascarar o Governador. Enquanto isso, o Governador visita Tyreese e seu grupo na enfermaria de Woodbury. Ele os recebe para permanecerem o tempo que quiserem. Tyreese conta sua experiência na prisão e se oferece para se juntar à luta.
De volta à prisão, Andrea abraça Judith enquanto Carol tenta convencê-la a matar o Governador. Mais tarde, Rick dá a Andrea um carro para ela retornar a Woodbury. Quando ela chega em Woodbury, Andrea visita o Governador e confessa que ela visitou a prisão. O Governador, de forma dissimulada, beija Andrea e diz que ela pertence à Woodbury e que deve permanecer ali. À noite, Andrea fica na cama com o Governador, que está dormindo profundamente. Ela tira sua faca e segura-a sobre seu corpo adormecido, mas se afasta, incapaz de matá-lo. Ela se aproxima da janela e olha fixamente para fora, com a faca ainda na mão.

## Recepção

### Resposta crítica
O episódio foi bem recebido. Zack Handlen, escrevendo para o The A.V. Club, deu ao episódio um B+ em uma escala de A a F. Eric Goldman, do Imagine Games Network (IGN), foi mais crítico e deu ao episódio uma nota 6,8 em um total de 10, já que o episódio era muito centrado em Andrea e ele não gostou do personagem nesta temporada. Ele, contudo, elogiou o retorno de Tyreese e o plano de Carol de matar o Governador.<ref<The Walking Dead: “I Ain't A Judas” (em inglês)</ref>

### Classificações
A transmissão original, em 24 de fevereiro de 2013, foi assistida por cerca de 11,01 milhões de telespectadores, um pouco abaixo na audiência do episódio anterior.